# Leptophobia tovaria
Leptophobia tovaria är en fjärilsart som först beskrevs av Felder 1861.  Leptophobia tovaria ingår i släktet Leptophobia och familjen vitfjärilar.
Artens utbredningsområde är Venezuela. Inga underarter finns listade i Catalogue of Life.